# Liv Hewson

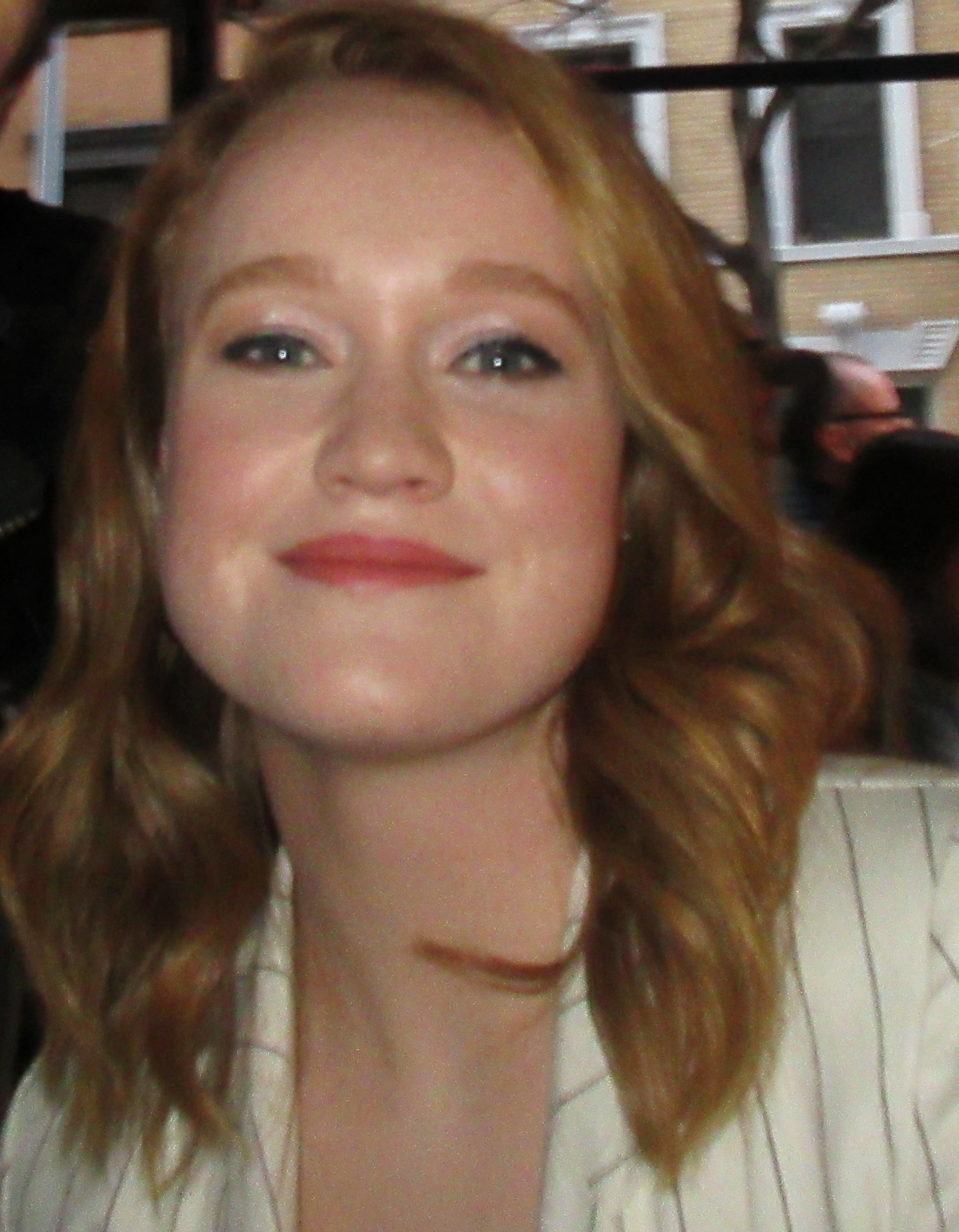
Liv Hewson (2018)

Liv Hewson (* 29. November 1995 in Canberra, Australian Capital Territory) ist australischer Nationalität und schauspielerisch tätig. Hewson ist nichtbinär und benutzt für sich das Pronomen they (im Deutschen unübersetzbar).

## Leben und Karriere
Liv Hewson hat drei Brüder.
Hewson hatte Rollen in Fernsehserien wie beispielsweise A Class Act oder Dramaworld. Im Filmdrama Wenn du stirbst, zieht dein ganzes Leben an dir vorbei, sagen sie (2017) verkörperte Hewson die Anna Cartulo. Von 2017 bis 2019 spielte Hewson in der US-amerikanischen Horror-Comedy-Serie Santa Clarita Diet die Rolle der Abby Hammond. In dem mehrfach ausgezeichneten Film Bombshell – Das Ende des Schweigens hatte Liv eine kleine Nebenrolle inne.

### Privat
Im Jahr 2020 erhielt Hewson den Human Rights Campaign Visibility Award für die Unterstützung der LGBT-Community.

## Filmografie (Auswahl)
- 2013: Alfonso Frisk (Kurzfilm)
- 2014: I’ve Got No Legs (Fernsehserie, eine Folge)
- 2014–2015: A Class Act (Fernsehserie, 3 Folgen)
- 2015: Survey Says (Kurzfilm)
- 2015: So Romantic (Kurzfilm)
- 2016: Dramaworld (Webserie, 10 Folgen)
- 2016: The Code (Fernsehserie, eine Folge)
- 2017: Wenn du stirbst, zieht dein ganzes Leben an dir vorbei, sagen sie (Before I Fall)
- 2017–2019: Santa Clarita Diet (Fernsehserie)
- 2017: Marvel’s Inhumans (Fernsehserie, eine Folge)
- 2018: Puzzle
- 2019: Tage wie diese (Let It Snow)
- 2019: Bombshell – Das Ende des Schweigens (Bombshell)
- seit 2021: Yellowjackets (Fernsehserie)
- 2023: Party Down (Fernsehserie)
- 2023: Arkie und die Stadt des Lichts (Scarygirl, Stimme)